# Pedro Periáñez
Pedro Periáñez, también como Ibáñez, Peribáñez o Yáñez, (Babilafuente, ¿1560? - Santiago de Compostela, ¿1612?) fue un compositor de música sacra y maestro de capilla español.

## Vida
Poco se conoce de la vida de este autor. Nació en Babilafuente, provincia de Salamanca hacia 1560, siendo hijo de Pedro Periáñez y María Lópe. Autores como Robert Stevenson hablan de que podría haber sido el cantor Periáñez que formaba parte de la capilla de música del virrey de Nápoles en 1558. Para ello retrasan el nacimiento de Periáñez a hacia 1540.
Las primeras noticias que se tienen de Periáñez son de la llegada a la Catedral de Guadix como tiple del coro de la capilla de música. No se conserva mucha información de su actividad en Guadix, aparte de la composición de chanzonetas por Navidad y Epifanía, y por las del Corpus. Curiosamente los pagos por las composiciones indican dificultades económicas en las finanzas del cabildo en 1575. Se desconoce la fecha exacta de la partida de Periáñez de Guadix, pero debió ser a principios de 1576.
Se sabe que partió a la Catedral de Almería, donde también fue maestro de capilla hasta septiembre de 1577, cuando aprobó las oposiciones al magisterio de Málaga, convirtiéndose en sucesor de Juan de Cepa. Para estas las oposiciones compuso un motete y un villancico, en la que añadió dos voces a un cantus firmus, improvisando otros contrapuntos y añadiendo una tercera voz al dúo. Fue nombrado para el magisterio el 16 de octubre. Periáñez aceptó el cargo, a pesar de que entre tanto se le había ofrecido el magisterio de la Catedral de Córdoba.
El 28 de octubre de 1583 se mudó a Santiago de Compostela para ocupar la plaza de canónico-maestro de capilla, sucediendo a Andrés de Villalar. A su muerte, tomó su puesto Antonio Carrera Morán.

## Obra
Su obra es menor a cuanto a importancia, pero su relevancia estriba en lo prolífico de esta, ya que escribió con abundancia. Sus trabajos están dispersos por las catedrales para las que los compuso.
- Ave Domina Maria, a 5 voces
- María Virgo
- Villancicos
- Te Deum
- Gloria in excelsis